# Jed Mercurio
Jed Mercurio (Birmingham, 1966) è uno scrittore inglese.

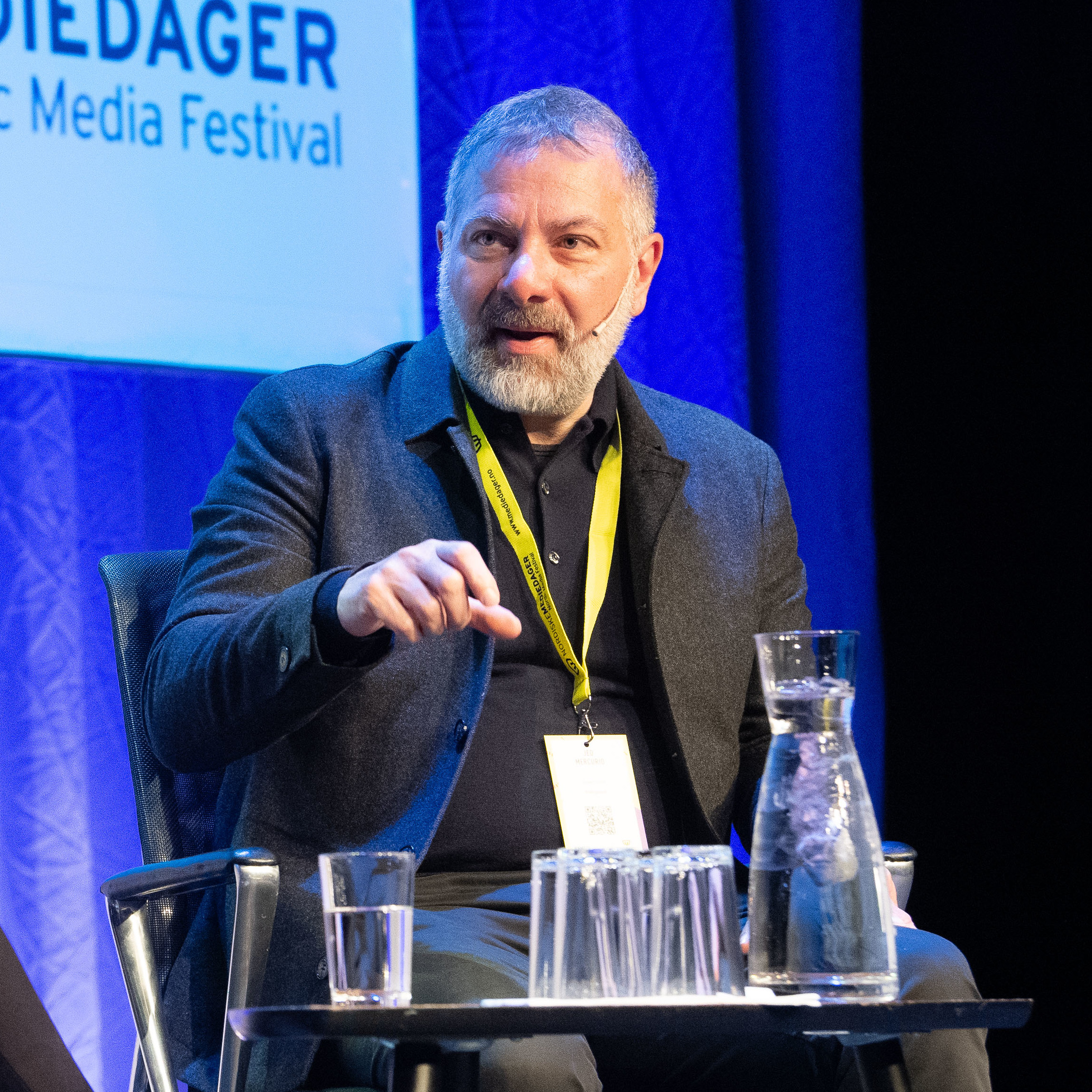
Jed Mercurio, 2019

Nato nello Staffordshire, dopo gli studi universitari di medicina, ha prestato servizio presso la RAF. Mentre esercitava in ospedale l'attività di medico internista, durata tre anni, ha cominciato a scrivere per il mondo della televisione. 
Dopo il dramma televisivo Cardiac Arrest, scritto per conto della BBC sotto lo pseudonimo di John MacUre, ha scritto il suo primo romanzo, Bodies, indicato dal quotidiano The Guardian come uno degli esordi più promettenti del 2002 e dal quale è stata tratta una serie televisiva di grande successo di critica e di pubblico, premiata con il Royal Television Society Award for Best Drama Serie nel 2005.
Sposato con Elaine Cameron, Mercurio vive nei pressi di Londra con la famiglia.

## Romanzi
- Bodies, 2002
- Città delle Stelle, 2007

## Serie TV
- Cardiac Arrest, 1994 - 1996
- Invasion: Earth (1998)
- Bodies, 2004 - 2006
- The Grimleys, 1999 – 2001
- Strike Back (2010)
- Line of Duty (2012–)
- Critical (2015)
- Bodyguard (2018)

## Film TV
- The Legend of the Tamworth Two (2004)
- Frankenstein (2007)
- L'amante di Lady Chatterley (Lady Chatterley's Lover) (2015)